# Peropyrrhicia antinorii
Peropyrrhicia antinorii är en insektsart som först beskrevs av Bormans 1880.  Peropyrrhicia antinorii ingår i släktet Peropyrrhicia och familjen vårtbitare. Inga underarter finns listade i Catalogue of Life.